# 阿里山白紋象沫蟬
阿里山白紋象沫蟬（学名：Philagra arisana）为尖胸沫蟬科象沫蟬屬下的一个种。